# Dragalj
Dragalj je naselje u općini Kotor, u Crnoj Gori. 

## Zemljopisni položaj
Selo Dragalj se nalazi u bokokotorskom planinskom zaleđu, u mikroregiji Krivošije. 

## Stanovništvo

### Nacionalni sastav po popisu 2003.
- Srbi -  31
- Crnogorci - 1

## Crkve u Dragalju
- Crkva Pokrov Bogorodice